# Пателидас
Пателидас (на гръцки: Πατελιδάς) е село в Егейска Македония, Гърция, част от дем Полигирос в административна област Централна Македония. Според преброяването от 2001 година селото има 56 жители.

## География
Пателидас е разположено в южната част на Халдикидическия полуостров, на 5 km южно от Полигирос.